# Боравли (вулканический купол)
Боравли — вулканический купол, расположенный в регионе Афар, на севере Эфиопии, недалеко от границы с Джибути. Его высота достигает 875 м. 
Вулканический купол (точнее, комплекс куполов) состоит из риолита. Возник в эпоху плейстоцена. Рядом с Боравли находится ещё один вулканический купол под названием Амаду, который извергался вероятно в XVII веке. Севернее вулкана Боравли находятся застывшие потоки лав из базальтов.